# Big Boss
 (avril 2008).
Si vous disposez d'ouvrages ou d'articles de référence ou si vous connaissez des sites web de qualité traitant du thème abordé ici, merci de compléter l'article en donnant les références utiles à sa vérifiabilité et en les liant à la section « Notes et références ».
Pour l’article homonyme, voir The Big Boss.
Pour l’article ayant un titre homophone, voir Bigg Boss.
Big Boss, « Jack » de son vrai nom, est un personnage de jeu vidéo dans la série Metal Gear.
Il est souvent nommé par l'un de ses nombreux noms de code et pseudonymes : Snake, Saladin, Naked Snake, Big Boss, Vic Boss, « Le plus grand soldat du XXe siècle » ou encore « Le soldat légendaire ». Simple soldat au cours de la Guerre froide, il va se retrouver au centre d'un complot politico-militaire visant à établir un nouvel ordre mondial, dont il va devenir l'un des principaux acteurs mais aussi l'un des opposants.
Il fait son apparition dans les jeux Metal Gear, Metal Gear 2: Solid Snake en tant qu'antagoniste, puis il est cité dans les jeux Metal Gear Solid et Metal Gear Solid 2: Sons of Liberty en tant que légende et enfin, il est présent en tant que protagoniste dans le jeu Metal Gear Solid 3: Snake Eater sous le nom de code de Naked Snake (ce qui a entraîné de grosses confusions avec Solid Snake) et dans ses suites Metal Gear Solid: Portable Ops, Peace Walker, Ground Zeroes.
Dans Metal Gear Solid 4: Guns of the Patriots, il fait également une apparition imprévue à la fin du jeu, et dévoile à Solid Snake la vérité sur les Patriotes et ses fondateurs.
Dans Metal Gear Solid V: The Phantom Pain, Venom Snake (le « fantôme » de Big Boss) devient le personnage principal du jeu, le vrai Big Boss (Naked Snake) se cachant pendant ce temps et œuvrant dans l'ombre pour créer Outer Heaven.

## Noms
Le Major Zero, à la fin de la mission Snake Eater, l'appelle « Jack », mais à la fin du jeu lorsque Revolver Ocelot lui demande son véritable nom, il lui répond John. On peut penser que le vrai nom de Big Boss soit Jack. Cependant, lors d'une conversation avec Para-Medic, Big Boss demande son nom au médecin, qui lui demande le sien en retour, et Big Boss répond « John Doe », qui est un nom fictif utilisé pour désigner un individu anonyme aux États-Unis (à la manière de « Mr Smith », par exemple) ; Para-Medic se présente alors comme « Jane Doe », sur le même ton ironique. Big Boss répond « John » à Ocelot avec un sourire en coin, donnant à penser qu'il lui a donné ce nom fictif en référence à la vieille plaisanterie entre lui et Para-Medic. Il n'en est cependant rien : l'encyclopédie Metal Gear Solid de Konami (disponible en téléchargement sur PS3) confirme bien le vrai nom de Big Boss comme étant John. De plus Ocelot fait référence plus tard au téléphone à Big Boss sous le nom de John et l'appellera également ainsi lorsque le soldat légendaire sortira du coma en 1984. À noter cependant que Big Boss révèle dans Peace Walker que John est un nom qu'il n'utilise plus depuis dix ans (Operation Snake Eater).

## Apparition
Dans Metal Gear, un certain "Big Boss" fait sa première apparition. Il est, au début, le commandant de Solid Snake (donnant des ordres et des conseils au joueur par le transmetteur-récepteur ou transcepteur, ancêtre du CODEC). Par la suite, il commence à donner de fausses informations à Snake le menant tout droit vers des pièges. Le joueur découvre à la fin du jeu que ce "Big Boss" n'est autre que le chef des terroristes. Cependant, bien que Solid Snake n'en soit pas conscient, la mission 46 "Vérité" de Metal Gear Solid V: The Phantom Pain permet de comprendre que, lors de cette confrontation finale, Solid Snake ne fait pas face au véritable Big Boss mais à son "fantôme", à savoir Venom Snake.
Dans Metal Gear 2: Solid Snake, le joueur apprend que "Big Boss" a survécu. En réalité, ce dernier n'a jamais été terrassé puisque c'est Venom Snake qui fut vaincu par Solid Snake à la fin de Metal Gear premier du nom. Cette précision implicitement indiquée par la toute dernière scène cinématique de la mission 46 de Metal Gear Solid V: The Phantom Pain permet de résoudre le mystère des "deux morts" de Big Boss : dans Metal Gear, c'est Venom Snake qui est tué tandis que dans Metal Gear 2: Solid Snake, c'est le véritable Big Boss qui succombe des mains de Solid Snake. Dans le manuel, le profil de Big Boss indique qu'il mesure 180 cm, et pèse 89 kg.
Bien que supposé mort, Big Boss prend une place non négligeable dans Metal Gear Solid. Les terroristes exigent que son patrimoine génétique (ses restes) leur soit restitué. De plus, on apprend que Solid Snake et Liquid Snake sont ses clones génétiques. Metal Gear Solid 2 présente un troisième clone génétique, Solidus Snake, dont l'apparence physique est très semblable à celle de Big Boss tel qu'il apparaît dans les deux jeux Metal Gear.
L'histoire de Metal Gear Solid 3: Snake Eater prend place durant la guerre froide en 1964. C'est donc Naked Snake que le joueur contrôle, avant qu'il ne se fasse gratifier du nom de code Big Boss à la fin du jeu.
Dans Metal Gear Solid 4: Guns of the Patriots, en 2014, Big Boss apparaît à la fin du jeu alors que Solid Snake n'a pas réussi à se suicider, accompagné par Zéro, ce dernier étant proche de l'agonie. Big Boss explique alors la vérité derrière les Patriotes, révélant à Snake qu'Ocelot a toujours œuvré contre eux et leur emprise, allant même jusqu'à faire croire au retour de Liquid. Big Boss finit par « libérer » Zéro de son état en débranchant son appareil respiratoire, puis FoxDie commence à faire son effet et Big Boss meurt sur la tombe de The Boss après avoir dit à Solid Snake « This is good. Isn’t it? » fumant un dernier cigare.
En réalité, Big Boss n'était pas réellement mort à la suite de son combat contre Solid Snake mais son corps, très endommagé, fut reconstruit à partir des organes et des tissus de Liquid et Solidus. Son cerveau, cependant, fut maintenu dans un état comateux par les Patriotes.

## Biographie
L'histoire de Big Boss avant qu'il ne joigne les forces armées et devienne le disciple de The Boss est très floue. On sait qu'il est né à Hawaï en 1935 (il a 39 ans dans Peace Walker en 1974, donc deux ans après s'être fait cloner, bien que Liquid Snake affirme dans Metal Gear Solid 2 que Naked Snake avait 50 ans le jour où on l'a cloné), et qu'il est issu de la troisième génération d'immigrants japonais sur l'archipel (cela explique en partie les origines japonaises et mongoles de Solid Snake, dans MGS1).
Sa carrière remonte jusqu'en 1950, où il commence son apprentissage avec The Boss et met au point avec elle une technique de combat rapproché appelé Close Quarter Combat. En 1956, John (Big Boss) est impliqué dans l'essai de la première détonation aéroportée d'une bombe à hydrogène dans l'atoll de Bikini.
John et The Boss se séparent le 12 juin 1959 et se retrouvent 5 ans plus tard, le 24 août 1964 lors de la première mission de John au sein de l'unité FOX : la Mission vertueuse, où il est envoyé en secret en URSS pour faire passer Nikolaï Stephanovitch Sokolov à l'Ouest. La mission est un échec avec la trahison de The Boss. Une semaine plus tard, il retourne sur les lieux pour une nouvelle mission, nom de code : Snake Eater. Si l'objectif est de tuer les membres de l'unité Cobra de The Boss et de détruire le Shagohod, John découvre une partie de la véritable mission de son maître : trouver l'Héritage des Philosophes, une somme colossale d'argent répartie dans le monde, et la ramener aux États-Unis. John accomplit sa mission, et pour avoir tué The Boss la « traîtresse », reçoit le nom de code Big Boss.
Il participe à la patrouille de reconnaissance de longue distance (LRRP : Long Range Reconnaissance Patrol) en tant que mercenaire, avec des équipes de Bérets Verts et de Rangers. Ses qualifications dans le combat lui ont gagné le pseudonyme de « grand soldat légendaire ».
Une fois le conflit fini, Big Boss a participé à près de 70 missions rattachées aux groupes tels que le SOG (groupe d'études et d'observation), aux Oies sauvages, et à la force Delta.
Il a également adopté un orphelin de guerre appelé Frank Jaeger (qui deviendra plus tard Gray Fox de l'unité Fox Hound).
En 1971, un an après le démantèlement de l'unité FOX, Big Boss forme sa propre unité appelé Fox Hound dans la continuité du Major Zero et de son unité FOX.
De nombreux gouvernements, organismes militaires et groupes de terroristes le sollicitent. Cependant, il refuse beaucoup de missions et ne participe seulement qu'aux conflits qui concernent la libération de personnes. Ce qui attira l'attention des journalistes qui le soutiendront.
En 1972, il sert dans l'armée colombienne, où il rencontre Kazuhira Miller dans le camp adverse, la même année le gouvernement américain ramène Big Boss dans un état comateux à un laboratoire où ses gènes seront extraits afin de faire des soldats génétiquement modifiés. Ce projet est connu sous le nom de code « Les Enfants Terribles » (en français dans le texte). Ce projet consiste à reproduire et à cloner ses cellules dans le but de créer des soldats génétiquement perfectionnés à partir de l'ADN de Big Boss ; considéré comme le soldat parfait.
Sur les huit embryons créés, trois enfants verront alors le jour : Solid Snake, Liquid Snake et Solidus Snake.
En 1974, Big Boss réapparaît au Costa Rica, avec son unité de mercenaires appelée « Militaires sans frontières ». En échange de ses services Galvez lui offre une plate forme pétrolière offshore abandonnée, c'est la naissance d'Outer Heaven.
Notons que Big Boss a désormais une immense cicatrice sur le torse en forme de serpent à l'instar de son mentor : The Boss.
Découvrant l'existence de ses fils, créés sur ordre du Major Zero, il se sépare de son ami. 
Néanmoins, en 1975, alors victime d'une attaque de la force de frappe du réseau de son ancien ami, Cipher, il perd toute sa base et bon nombre de ses hommes : la source de cette attaque étant une unité nommée XOF créée en même temps que FOX il y a une vingtaine d'années ; dirigée par Skull Face qui est lui-même un officier haut placé dans l'organisation de Zero, c'est en fait justement un plan qui se veut aller à l'encontre de celui de grande envergure du Major. Skull Face profite des moyens mis à disposition par Zero pour mettre fin aux ambitions de ce dernier, et aussi afin d'éliminer Snake. Cette attaque qui a échappé à la volonté du Major Zero, va être étouffée par une campagne de désinformation et qui ferra passer Big Boss pour mort de par l'idée de Cipher. Zero va alors s'occuper de transférer Snake dans un hôpital à Chypre, sous le contrôle de son réseau. 
Il va alors décider de faire employer des moyens de haute technicité en psychisme pour transformer un soldat survivant de l'armée du soldat légendaire en clone de Big Boss par la psyché, ainsi est transféré le passé, les souvenirs et la personnalité de Big Boss dans le cerveau du médecin -également soldat émérite de MSF- qui était dans l’hélicoptère avec ce dernier durant l'attaque de la Mother Base : ce dernier deviens Venom Snake, un double de Big Boss, son "fantôme" qui servira à couvrir le départ du véritable Big Boss qui échangera son identité avec le médecin et rentrera aux États-Unis. La chirurgie sera évidemment imposée pour l'ancien officier médecin à son réveil en 1984 et il se retrouvera être un double parfait du mercenaire légendaire et prendra ainsi son identité et sa place. 
Toujours un ami pour Zero qui le couvrira, Big Boss se retire donc la même année (1984) et échappera aux masses et institutions qui en ont après lui et sa conception de la dissuasion, en plus de se retrouver incontestablement comme un grand ennemi de l'ordre établi, il ne peut que constater ne pouvoir véritablement faire confiance à personne : Kazuhira Miller était un véritable ami mais avait également en parallèle une association avec Cipher et était finalement désireux de se retrouver dans le monde voulu par Zero. Snake s'éloigne donc, seul, de la manipulation constante, des relations parasitaires entre pays et organisme et de l'ordre en place et, éventuellement, réintégrera Fox Hound qu'il avait délaissé en rentrant aux États-Unis sous l'identité de l'ancien survivant médecin de Militaire sans Frontière, se rapprochant de Zero et de son réseau, pour finalement mieux élaborer et concrétiser l'Outer Heaven en Amérique, avec le temps qu'il faudra pour. 
Il est ainsi à l'origine de la révolte d'Outer Heaven (1995) avec laquelle il demandera l'aide de son fantôme qui avait fait diversion pendant une dizaine d'années en se faisant passer pour lui et qui combattra Solid Snake à sa place en Afrique du Sud à Galzburg, mais échouera et mourra, et peu après avoir appris la vérité sur sa propre nature et son état de "clone". Big Boss aura assez confiance en lui pour qu'il s'occupe d'un de ses fils envoyé par Cipher au sein des fondations de sa nation en construction, et qui contrecarrais ses plans : chose que Venom Snake acceptera avec honneur et fierté au seuil de sa propre fin, tout cela démontrant une amitié distante et particulière entre lui et Big Boss. Avec la mort de Venom Snake et la mise en lumière de son propre rôle dans la révolte en Afrique alors qu'il profitait de sa position de commandant en chef de Fox Hound pour se débarrasser de Solid Snake, il n'a d'autre choix que de se révéler au monde à nouveau comme le Big Boss et de passer à l'offensive, et déclenchera quelques années plus tard l'émeute de Zanzibar (1999) avec sa dernière armée de mercenaires en date. Il est « tué » par Solid Snake lors des événements de Zanzibar.
En participant à plusieurs conflits régionaux et des guerres de libération de minorités, il a été annoncé comme un vrai héros à travers le monde. Il est considéré comme le plus grand guerrier du XXe siècle.
En 2014, il apparait juste après que Solid Snake a essayé de se suicider. On apprend que son corps, qui a été gravement endommagé par son combat contre Snake, a été reconstitué à partir des corps de Solidus Snake et Liquid Snake. Quant à son cerveau, il a été conservé et mis dans un coma artificiel grâce à des nanomachines.
Il meurt du virus FOXDIE d’Old Snake juste après avoir tué le Major Zero, fondateur des Patriotes. Il confie à Snake qu'il a enfin compris la volonté de The Boss, « Laisser le monde tel qu'il est » et suggère à Snake de vivre sa vie et de déposer les armes. Sentant sa mort prochaine, il fume un dernier cigare sur la tombe de The Boss.

## Histoire

### Metal Gear Solid 3: Snake Eater

#### Mission Vertueuse
Le début du jeu relate l'opération « Virtuous Mission » (« Mission vertueuse » en français) qui se déroule le 24 août 1964, au cours de laquelle Naked Snake (surnommé Jack) doit récupérer Sokolov en territoire soviétique pour le ramener à l'Ouest. Il effectue le premier saut HALO (High Altitude Low Opening ce qui signifie "Haute Altitude, Ouverture Basse") au monde et trouve Sokolov en train de détruire les plans de son invention. Il fait ensuite la rencontre de Revolver Ocelot (Major Ocelot), qui le prend pour The Boss ; puis décide de le tuer en comprenant sa méprise mais Snake réussit à le neutraliser.
Enfin alors qu'il tente de ramener Sokolov, The Boss son mentor, fait son apparition sur le pont de Dolivodno.
Naked Snake fut l'apprenti de The Boss pendant presque 10 ans (de 1950 à juin 1959). Il a développé avec elle le Close Quarter Combat (CQC) (technique de combat rapproché).
Elle lui annonce alors qu'elle a trahi son pays natal (les États-Unis) pour rejoindre les troupes de Volgin en Russie. Snake n'arrive pas à y croire et The Boss en profite pour le maitriser et lui brise le bras avant de le faire tomber du pont sur lequel ils se trouvaient. Snake tombe à l'eau et réussi tant bien que mal à rejoindre la berge. Quelques minutes après, Volgin lance un missile à tête nucléaire de faible puissance appelé Davy Crockett (apporté des États-Unis par The Boss) sur la base secrète où travaillait Sokolov. Les radiations atteignent Snake et le rendent stérile.

#### Operation Snake Eater
Une semaine après ces événements (le 30 août 1964) commence la mission Snake Eater. Cette fois, les objectifs sont d'assassiner le colonel Volgin, neutraliser le Shagohod et rapatrier Sokolov, mais également d'assassiner The Boss et l'unité Cobra (dont font partie The Pain, The Fury, The Sorrow, The Fear, The End et The Joy qui n'est autre que The Boss) ! En effet, les États-Unis doivent prouver à l'Union soviétique de Khrouchtchev qu'ils ne sont en rien responsables du missile nucléaire tiré par Volgin, sans quoi le monde entrerait dans une 3e guerre mondiale.
Il rencontre Eva une espionne — soi-disant — au service de la CIA. Snake est tout de suite charmé par la belle demoiselle et celle-ci l'aidera tout au long de sa mission.
Alors qu'il a réussi à contacter Sokolov en se déguisant en Major Ivan Raidenovitch Raikov, Volgin le démasque et le fait prisonnier. S'ensuit une terrible séance de torture au cours de laquelle Ocelot tire accidentellement sur Snake ; son œil droit a été brûlé par le feu de bouche du revolver. Snake devient borgne.
Il est ensuite emprisonné sous la garde de Johnny Sasaki mais réussit à s'échapper. Cependant, il doit retourner dans le complexe où se trouve le Shagohod afin de le détruire. Mais alors qu'il pose la dernière charge explosive, Volgin le surprend de nouveau. Le combat est inévitable.
Après avoir vaincu Volgin, Snake s'échappe en compagnie d'Eva. Après une course-poursuite effrénée ils réussissent finalement à semer leurs poursuivants et à détruire le Shagohod.
Il ne reste plus qu'un seul objectif à remplir pour Snake : éliminer The Boss. Celle-ci l'attend dans un champ de fleurs blanches et s'ensuit un combat qui se termine par la mort de The Boss.
Snake devient ainsi officiellement le plus grand soldat du XXe siècle et reçoit des mains du président Lyndon Baines Johnson le nom de code de « Big Boss ».
Cependant, avant de disparaître, Eva lui révèle ce qui va définitivement changer Big Boss. Elle lui apprend en effet que The Boss n'a jamais trahi son pays, et qu'elle était en réalité chargée d'infiltrer les rangs du colonel Volgin afin de lui substituer l'Héritage des Philosophes. Et c'est à cause du missile nucléaire tiré par Volgin que les États-Unis ont dû faire assassiner The Boss pour prouver leur innocence et ainsi éviter une 3e guerre mondiale.
Snake comprend alors que The Boss a accepté de mourir pour son pays tout en restant aux yeux du monde comme une traîtresse pour son pays (États-Unis).
C'est à partir de ce moment que Big Boss comprend que les hommes ne sont que des pions pour les Philosophes (dont la branche américaine devient par la suite les Patriotes) et va vouer une haine sans borne contre eux, ce qui le conduira plus tard à des actions qui changeront le monde.

### Metal Gear Portable Ops
En 1970, 6 ans après l'opération Snake Eater, Big Boss a quitté l'unité FOX, et est à la retraite, lorsqu'il se réveille dans une cellule par Cunnigham, un membre de l'unité FOX. Celui-ci mène un interrogatoire « musclé » sur Big Boss afin de connaître l'emplacement de la deuxième moitié de l'héritage des philosophes.
L'un de ses compagnons de cellule n'est autre que Roy Campbell, qui lui explique qu'ils se trouvent en Colombie, sur une base de l'Armée rouge, la péninsule de San Hyeronimo (aka Peninsula de los muertos), reprise par l'unité FOX, ayant rallié à elle les soldats soviétiques. Campbell est l'unique survivant d'une mission visant à réprimer cette rébellion.
S'étant évadé avec Roy Campbell, Big Boss contacte Paramédic et Sigint, qui lui apprennent que la CIA accuse le major Zero et Naked Snake d'être à l'origine de cette rébellion.
À la recherche d'informations, Big Boss recrute certains soldats ennemis qu'il parvient à rallier à sa cause, sa réputation n'étant plus à faire. Le premier membre de l'équipe, et le plus dévoué à Snake, se nommant Jonathan. Ainsi, ils parviennent à découvrir que l'instigateur de tout cela n'est autre que Gene, le commandant en chef de FOX, un leader charismatique ayant des facultés parapsychique et arrivant à rallier à lui n'importe qui, ou à semer le doute dans un esprit.
Lors de ses péripéties, Big Boss apprend l'existence d'un « soldat parfait », que nul ne peut vaincre, en entendant Gene parler à sa subalterne Ursula (celle-ci possédant des facultés parapsychique aussi)… Ce soldat parfait, prénommé « Null », n'a aucun esprit propre, aucune mémoire, et ne vit que pour finir sa mission. Il est, entre chaque mission, « réinitialisé », en attendant son prochain combat. Il rencontre par la suite Elisa, la sœur d'Ursula, capable de lire les pensées, mais inversement à sa sœur, possède un meilleur fond. Étant chargée de Null, elle veut empêcher Big Boss de l'assassiner, mais il déclare ne pas avoir l'habitude d'assassiner un homme à la garde baissée.
Tout en recherchant ce qui se trame, Big Boss atteint le port de la base, et rencontre l'ancien commandant de la base, Skowronski, alors devenu totalement fou. Un certain Ghost appelle alors Big Boss, et lui fait repenser aux anciens projets de Granin et son tank bipède… Il apparait alors que Gene souhaite probablement lancer une ogive nucléaire grâce au Metal Gear sur l'URSS, afin de déclencher une guerre.
En essayant par la suite de détruire les ogives nucléaires, Big Boss rencontre son ancien frère d'armes, Python. Officiellement mort, il survit néanmoins grâce à une combinaison à l'azote, extrêmement froid. Il a été ainsi « conservé » par la CIA dans l'unité FOX, dans le but d'être un anti-Big-Boss, au cas où Big Boss se rebellerait. Python est alors vaincu par Big Boss, et ce dernier reconnaissant sa défaite se fait exploser et meurt.
Big Boss recrutant de plus en plus d'hommes, il cherche à connaitre l'emplacement du Metal Gear. Lors de sa progression, un piège lui est tendu, et Null est relâché par les occupants de la base dans le but de battre Big Boss. Null se bat avec une machette, et arrive notamment à dévier les balles grâce à cette machette. Ce combat rappelle quelque chose à Big Boss, cependant nul n'en sort vainqueur, le combat étant interrompu par Cunnigham et Gene. Cependant, Null semble choqué par le fait que Big Boss ait résisté. Big Boss est ensuite fait prisonnier par Gene.
Les hommes de Big Boss, aidés et commandés par Campbell, se mettent à la recherche de Big Boss. Cependant, celui-ci est aidé en cellule par Elisa, qui lui apprend l'emplacement du nouveau Metal Gear, le RAXA, le premier tank bipède de la série. Délivré par Jonathan et Campbell, Big Boss s'enfuit, rejoint par Elisa, sous les yeux de Cunningham.
Connaissant l'emplacement du Metal Gear, Big Boss et ses hommes arrivent au hangar du Metal Gear. Gene les attendait avec ses hommes, et les met en joue. Soudain, Skowronski prend le contrôle du RAXA, et fait feu, abattant les hommes de Gene. Snake se glisse jusqu'à Gene, le met en joue. Ce dernier annonce que son atout n'était pas le RAXA, en fait expérimental et incomplet, mais… Elisa, est alors prise de troubles cérébraux, et on apprend alors qu'Ursula et elle ne forment qu'une seule et même personne. Ursula ayant repris le dessus sur Elisa, celle-ci saute dans le Metal Gear, expulsant Skowronski, et tente alors d'éliminer Big Boss, « avant qu'il n'engendre sa progéniture maudite ». S'ensuit un combat entre Big Boss et le Metal Gear, piloté par Ursula. Le RAXA étant endommagé à un point critique, Ursula use de ses pouvoirs psychiques pour contrôler le Metal Gear, et pallier les dégâts. Big Boss finit tout de même par avoir raison du tank bipède, et celui-ci explose.
Gene fait alors son apparition, et annonce que le Metal Gear n'est pas son but premier, que la base contient aussi un silo à missiles balistiques. Gene fait alors allusion à Ocelot. Apparait ensuite Sokolov annonçant qu'il est Ghost, et que le RAXA n'est qu'un prototype, tandis que l'on distingue au loin des hélicoptères emmenant le « vrai » Metal Gear. Il emploie ensuite son talent psychique pour insinuer le doute et la méfiance dans les soldats de Big Boss, qui, pensant que chacun est un traître, s'entretuent. Jonathan se sacrifie pour sauver Big Boss d'une balle perdue. Le massacre s'arrête alors, de par la volonté de Big Boss.
L'équipe reformée, Campbell et Big Boss tentent d'accéder dans le silo à missiles, en provoquant quelques attentats sur toute la base. Lors de l'un d'eux, Null refait surface, ayant massacré ses geôliers, il veut se battre contre Big Boss. Le combat ayant fait rage, Big Boss en sort vainqueur, et Null recouvre ses esprits, et son ancienne mémoire. Il apparait alors que Null n'est autre qu'un ex-enfant soldant que Big Boss a côtoyé auparavant… Son ancien nom étant… Frank Jaeger, alias Gray Fox, dans les opus suivant ! Il se range alors du côté de Big Boss.
Ayant déverrouillé l'accès au silo à ogives, Big Boss est alors attaqué par Cunningham, qui est toujours persuadé que Big Boss possède l'héritage des philosophes. Big Boss le bat, et apprend que Cunningham est à la solde du Pentagone, dans un conflit contre la CIA. Le but du Pentagone a toujours été que Gene lance son missile… Pour discréditer la CIA. Cunningham devra alors détruire la base avec une ogive Russe, pour effacer toute trace de FOX. Le rôle de Big Boss n'était tout simplement que de harceler Gene, de saper ses défenses, de façon à le forcer à lancer un missile. Il propose alors à Big Boss de s'échapper, puisqu'il a maintenant rempli la mission qu'il lui était assignée, Gene étant maintenant acculé. Big Boss refusant, s'ensuit alors un combat entre eux deux, dont Big Boss sort une fois de plus vainqueur. Sur le point de mourir, Cunningham tente alors de faire exploser un Davy Crockett (ogive nucléaire miniaturisée), mais meurt juste avant.
Big Boss arrive alors jusqu'à Gene. Celui-ci, ayant employé son talent psychique, fit se suicider les développeurs du projet Metal Gear, accentuant leur culpabilité quant à la création d'une telle arme. Il ne semble aucunement surpris quant aux révélations de Big Boss sur les projets de Cunningham, et annonce qu'il n'a jamais voulu lancer ce missile sur l'URSS, puisqu'il était au courant de tout. De plus, le pentagone a sûrement contacté l'URSS pour les prévenir du drame, et aucune guerre n'aurait été déclenchée. Il déclare alors vouloir lancer le missile en plein sur le Pentagone, afin de détruire « le repaire des jumeaux philosophes », pour créer un chaos total, et créer une nation de soldats, nommée… le Paradis des Soldats.
Gene apprend alors à Big Boss que l'incident que l'on pensait fortuit il y a six ans, ayant conduit la CIA à décider d'envoyer Naked Snake pour assassiner leur agent sur place, The Boss, c'est-à-dire le lancement du Davy Crockett par Volgin était lui aussi prévu… Tout était calculé, même ça.
Afin de tout découvrir, Gene invite Big Boss à le rejoindre, mais ce dernier refuse. Gene tente alors de lancer le Metal Gear, mais est stoppé par Elisa-Ursula, qui n'était pas morte, et qui détruit le panneau de contrôle. Cependant, Gene, énervé, la tue d'un coup de couteau. Big Boss la secoure alors, et elle meurt dans ses bras en proclamant qu'il détruira Metal Gear, mais qu'il reconstruira un Metal Gear. Que ses enfants, les enfants terribles, détruiront le monde… qu'ils sauveront le monde.
Cependant, Gene arrivé devant le panneau de contrôle secondaire, ce dernier est décidé à en découdre, et les deux ennemis s'affrontent alors à mort. Big Boss remporte la victoire, et apprend de la bouche de Gene que ce dernier est le résultat du projet « l'héritier », visant à recréer un leader tel que The Boss, expliquant alors ses pouvoirs et son charisme. Il confie alors à Big Boss un microfilme contenant toutes les informations lui ayant servi à créer le Paradis des Soldats. Il meurt alors dans les bras de Big Boss, tout en lui disant qu'ils se ressemblent, et de trouver et de suivre son propre chemin.
Le compte à rebours étant lancé, Snake n'a d'autre possibilité pour arrêter le missile que de faire sauter ce missile au décollage. Il est alors aidé de ses hommes, et à l'aide d'une roquette, endommage l'engin, ce qui fait exploser le missile en vol.
Cependant, dans les sous-sols de la CIA, le directeur est accosté par un certain ADAM, qu'il reconnait comme « l'espion des philosophes ». Il n'est autre que le Major Ocelot. Il allait se mettre à l'abri, apprenant que des missiles se dirigeaient droit sur eux, emportant avec lui les documents contenant les données sur l'héritage des philosophes, et la liste des membres des Philosophes. Ocelot abat alors les gardes du corps, prend la mallette, et, avant de le tuer, annonce au directeur qu'il n'allait pas trahir les philosophes, juste récupérer la seconde moitié de l'héritage.
Quelque temps plus tard, Big Boss reçoit une médaille du président des États-Unis, à titre officieux, l'affaire ayant été étouffée, tandis qu'il croise ses anciens soldats, faits prisonniers, mais s'arrêtant saluer leur chef, Big Boss. Il quitte alors Campbell, annonçant qu'ils se reverraient un jour…

### Metal Gear Solid: Peace Walker
Originellement développé comme étant Metal Gear Solid 5, Peace Walker se déroule en 1974 et raconte l'acceptation par Big Boss de son nom de code, qu'il n'avait jamais accepté à cause des circonstances entourant son obtention, et la naissance de l'idéologie Outer Heaven. Ce dernier point se concrétise par la création et le développement par Big Boss et son partenaire Kazuhira Miller de Militaires Sans Frontières, un organisme qui a pour vocation de rassembler des soldats de toutes nations et toutes idéologies sous la bannière d'une force para-militaire ne répondant à aucun gouvernement.
Si l'histoire du jeu tourne principalement autour de l'idée de dissuasion nucléaire et de l'affirmation de Big Boss en tant que meneur, on notera que l'épilogue du jeu marque le premier choc important entre Big Boss et Zero, qui envoie un agent dans la base de MSF pour tenter de détruire l'organisation. L'attaque échouera, mais poussera Militaires Sans Frontières à abandonner ses installations.

### Metal Gear Solid V: Ground Zeroes
En 1975, Big Boss est préoccupé par deux problèmes : d'un côté, une visite surprise de l'ONU qui l'oblige à cacher le Metal Gear Zeke dans l'océan sous la Mother Base, et d'un autre côté le fait que Chico (disparu depuis quelque temps) fasse soudain parler de lui, apparemment prisonnier d'un camp secret sur Cuba, en compagnie de Paz. Malgré la dangerosité de la situation, Big Boss se décide à libérer son ami Chico, ainsi que Paz qui connaît l'existence du Metal Gear Zeke et qui est en même temps très intimement liée à la mystérieuse organisation Cipher. Big Boss se rend alors sur les lieux, libère Chico qui est profondément sous le choc, obligeant Big Boss à l'étrangler brutalement pour l'endormir. Il utilise ensuite une cassette retraçant son interrogatoire et celui de Paz, et parvient à localiser cette dernière grâce aux bruits de fond. Au moment de l'évacuation de cette dernière, Chico aperçoit des traces de chirurgie sur le ventre de Paz. Big Boss comprend alors qu'une bombe est dans son ventre, et oblige le médecin de bord à procéder à une intervention chirurgicale d'urgence sans anesthésie. La bombe est retirée (portant ironiquement le symbole de la paix sur le paquet qui la contient) et l'hélicoptère se dirige maintenant vers la Mother Base. Mais Big Boss découvre avec effroi la base à moitié détruite, en proie aux flammes : elle a été attaquée par surprise par un commando dirigé par le mystérieux Skull Face. Miller parvient à monter à bord de l'hélicoptère, mais plusieurs de ses hommes sont tués. L'hélicoptère parvient à quitter la zone, et Miller qui est fou de rage d'avoir été pris par surprise se lamente avec colère, sous les yeux hébétés de Big Boss en état de choc, conscient d'avoir perdu sa base et la plupart de ses hommes. Miller se jette alors sur Paz, rejetant la faute sur elle, mais cette dernière se réveille en sursaut, et avoue à Big Boss qu'une deuxième bombe était logée dans son corps. Elle a juste le temps de se jeter de l'appareil pour minimiser les dégâts avant que la bombe n'explose, blessant gravement Big Boss au visage, et faisant se crasher l'hélicoptère dans l'océan.

### Metal Gear Solid V: The Phantom Pain
Il sera transporté dans un hôpital à Chypre, aux côtés du médecin militaire présent dans l'hélicoptère avec lui et s'étant placé entre Big Boss et Paz pour le protéger de l'explosion. Ce soldat, dans un profond coma, a l'œil droit et l'avant-bras gauche en moins, et plusieurs débris plantés dans le crâne impossible à déloger sans risquer une hémorragie cérébrale. Big Boss se réveille au bout de neuf ans de coma et reste auprès de ce soldat, toujours inconscient. Il apprend peu après que Zero, à la tête de Cipher, a utilisé des techniques de suggestion et de la chirurgie esthétique pendant le coma de ce soldat pour le convaincre qu'il était lui-même Big Boss, permettant ainsi à son ami de disparaître pendant qu'un autre portera son nom de code. Lors de l'attaque de l'hôpital par Cipher peu après le réveil de ce double, Big Boss (sous le nom de "Ishmael") l'aide à se sauver et prendre officiellement sa place au sein des forces armées construites sur les restes de Militaires sans Frontières, les Diamond Dogs. Le vrai Big Boss disparaît au profit de son remplaçant, qui, sous le nom de Venom Snake, prendra sa revanche sur Skull Face. Big Boss finira également par envoyer une cassette à Venom pour le remercier et lui déclarer qu'il est tout aussi digne du titre de "Big Boss" que lui-même.

### Metal Gear
En 1995, Big Boss a secrètement construit une forteresse et une nation appelée Outer Heaven. Une organisation opposée aux puissances occidentales (et, par procuration, opposée aux membres des Patriotes qui commandent les nations occidentales). Cependant, il continue d'exercer le commandement de l'unité Fox Hound.
Big Boss lance aussi la construction de ce qui était, à la sortie du jeu, le premier Metal Gear appelé Metal Gear TX-55, une arme conçue dans le but de donner un avantage militaire à Outer Heaven sur l'Ouest.
Lorsque les États-Unis demandent à l'unité Fox Hound d'infiltrer la forteresse Outer Heaven et de détruire le Metal Gear, Big Boss envoie le soldat en qui il a le plus confiance, qui n'est autre que Frank Jaeger, nom de code : Gray Fox. Une fois que Gray Fox se fit capturer, Big Boss envoya Solid Snake, une nouvelle recrue : le membre le moins expérimenté de Fox Hound à l'époque. Big Boss, pensant qu'il était impossible qu'un novice comme Solid Snake puisse remplir cette mission, espérait ainsi gagner assez de temps avec le gouvernement américain afin de terminer la construction du Metal Gear.
À l'aide du transcepteur, Big Boss guidera Solid Snake durant sa mission en lui donnant des conseils le menant tout droit dans des pièges.
Cependant, Solid Snake parvient à vaincre les mercenaires d'élites d'Outer Heaven et à détruire le Metal Gear. Confronté à l'échec de ses plans, Big Boss décide d'affronter Solid Snake et de lui révéler son identité, le leader des mercenaires (Terroristes), il est à l'origine du soulèvement d'Outer Heaven. Une fois le compte à rebours du système d'auto-destruction enclenché, Solid Snake et Big Boss s'engagent dans un combat que Snake gagnera. Mais le soldat ignore qu'en réalité, il s'agissait de Venom Snake, le "fantôme de Big Boss", et non Big Boss lui-même qui survit donc à ces événements.

### Metal Gear 2: Solid Snake
Quatre ans plus tard, Big Boss prend le contrôle d'une autre nation : Zanzibar Land grâce à son implication dans la guerre des mercenaires.
Big Boss recrute les orphelins de guerre de tout le Tiers Monde et les forme au métier de soldat. Big Boss espère ainsi créer une nouvelle nation consacrée aux idéaux de la guerre et de la bataille. Big Boss recrute aussi Gray Fox. Et afin de s'assurer la réussite de Zanzibar, Big Boss lance la construction d'un nouveau Metal Gear connu sous le nom de Metal Gear D. Cette fois, le Dr Madnar (le scientifique qui avait été forcé de développer le prototype original de Metal Gear à Outer Heaven) développe le nouveau modèle de sa propre volonté, après avoir été banni par la communauté universitaire des États-Unis.
Cependant, Solid Snake réussit une nouvelle fois à s'infiltrer et à détruire le nouveau Metal Gear. Lui et Gray Fox s'affrontent alors dans un combat à main nue. Snake en ressort meurtri et se trouve toujours désarmé lorsque Big Boss engage le combat avec lui. Mais Snake réussit à créer un lance-flamme artisanal et s'en sert pour vaincre Big Boss.

### Metal Gear Solid 4: Guns of the Patriots
Big Boss apparait dans la séquence animée finale du jeu. Il explique qu'il était conservé dans un coma thérapeutique par les Patriots, une fois le système d'Arsenal Gear détruit, l'ordinateur qui contrôlait son état cessa de fonctionner causant son réveil. Il apparait à Snake dans le cimetière où se trouve la tombe de The Boss, le mentor de Big Boss, en compagnie de l'homme à l'origine des Patriots, celui-ci atteint d'une maladie neuro-dégénérative était depuis longtemps inconscient de l'évolution du monde, et reste pour Big Boss, la source des Patriots, celui qui est la dernière trace à éliminer pour mettre définitivement un terme à leurs actions. Peu après l'avoir tué, il succombe aux effets de la seconde version du virus FOXDIE. Peu avant sa mort, il déclare à Snake ne sachant s’il devait l'appeler son fils ou son frère car issu du projet « Les Enfants Terribles », ayant pour but de cloner Big Boss, qu'il l'avait déjà tué à deux reprises, celle-ci allait être la troisième et dernière fois, il meurt devant la tombe de The Boss en la saluant une dernière fois.